# Marcipa dentimacula
Marcipa dentimacula là một loài bướm đêm trong họ Erebidae.